# The Great Indoors
The Great Indoors es una sitcom estadounidense, protagonizada por  Joel McHale. CBS pide el piloto el 29 de enero y ordenaron para una serie el 13 de mayo de 2016. La serie se estrenó en la temporada televisiva 2016–17, el 27 de octubre de 2016, a las 8:30pm. El 14 de noviembre de 2016, CBS ordena una temporada completa de 19 episodios. Se añadieron 3 episodios adicionales el 6 de enero de 2017, para una temporada de 22 episodios.
El 13 de mayo de 2017, CBS cancela la serie tras una sola temporada emitida.

## Sinopsis
Jack Gordon ha hecho un nombre por sí mismo como un aventurero reportero  para la revista Outdoor Limits. Sus días de explorar el extremo del mundo acaban cuando el fundador de la revista, Roland, anuncia su paso de las publicaciones a la web y asigna Jack su sede en Chicago para supervisar el Millennials que forman su equipo en línea.

## Temas
El espectáculo explora una fuerza de trabajo multigeneracional y las brechas de generación que surgen entre el equipo en línea Millennial, su supervisor de Gen X Jack (Joel McHale) y el editor de la revista Baby Boomer Roland (Stephen Fry).

## Elenco
- Joel McHale como Jack Gordon.
- Susannah Fielding como Brooke.
- Christopher Mintz-Plasse como Clark Roberts.
- Chris Williams como Eddie.
- Christine Ko como Emma Cho.
- Shaun Brown como Mason.
- Stephen Fry como Roland.
- Deborah Baker Jr. como Esther.

## Episodios
| N.º | Título                  | Dirigido por  | Escrito por                                                    | Fecha de emisión original | Audiencia (millones) |
| --- | ----------------------- | ------------- | -------------------------------------------------------------- | ------------------------- | -------------------- |
| 1   | «Pilot»                 | Andy Ackerman | Mike Gibbons                                                   | 27 de octubre de 2016     | 8.81                 |
| 2   | «Dating Apps»           | Andy Ackerman | John Blickstead y Trey Kollmer                                 | 3 de noviembre de 2016    | 8.06                 |
| 3   | «Step One: Shelter»     | Andy Ackerman | Brad Stevens y Boyd Vico                                       | 10 de noviembre de 2016   | 7.69                 |
| 4   | «You Don't Know Jack»   | Andy Ackerman | Damir Konjicija y Dario Konjicija                              | 17 de noviembre de 2016   | 7.33                 |
| 5   | «No Bad Ideas»          | Andy Ackerman | Austen Earl                                                    | 24 de noviembre de 2016   | 5.14                 |
| 6   | «Going Deep»            | Andy Ackerman | Historia por: Liz Feldman y Todd Linden Guion por: Liz Feldman | 1 de diciembre de 2016    | 6.83                 |
| 7   | «@Emma»                 | Andy Ackerman | Isabelle Esposito                                              | 8 de diciembre de 2016    | 7.31                 |
| 8   | «Office Romance»        | Andy Ackerman | Alex Edelman                                                   | 15 de diciembre de 2016   | 8.11                 |
| 9   | «The Mediocre Outdoors» | Andy Ackerman | Joanna Lewis y Kristine Songco                                 | 1 de mayo de 2017         | 9.46                 |
| 10  | «The Explorers' Club»   | Andy Ackerman | Craig Doyle                                                    | 12 de enero de 2017       | 7.15                 |
| 11  | «Mason Blows Up»        | Andy Ackerman | John Blickstead y Trey Kollmer                                 | 19 de enero de 2017       | 7.81                 |
| 12  | «Paul's Surprise»       | Andy Ackerman | Mike Gibbons                                                   | 9 de febrero de 2017      | 7.43                 |
| 13  | «DTR»                   | Andy Ackerman | Austen Earl                                                    | 16 de febrero de 2017     | 8.01                 |

## Recepción
The Great Indoors ha recibido comentarios generalmente negativas por los críticos. En Rotten Tomatoes reportó un rango de 46% de "podrido" basado en 27 comentarios, el sitio web consensúa que: "The Great Indoors serves up one repetitive, formulaic joke, though the cast performs respectably within the significant constraints of the material." En Metacritic ha reportado un porcentaje de 51/100 basado en 27 comentarios, señalando "comentarios mixtos".
El show atrajo la crítica por su interpretación del milenio como más fácilmente ofendido y más sensible que las generaciones mayores.